# Castello di Bazzano
Il castello di Bazzano era un maniero medievale, i cui resti sorgono in località La Costa di Bazzano, frazione di Neviano degli Arduini, in provincia di Parma.

## Storia
Il castello fu edificato in epoca medievale a presidio del territorio di Bazzano per volere del Comune di Parma.
Agli inizi del XIV secolo, in seguito alla sua nomina a Signore di Parma nel 1303, Giberto III da Correggio riuscì a venire in possesso dell'edificio, che si affrettò a fortificare dopo la sua cacciata dalla città nel 1316. Dopo cinque anni, in seguito alla sua morte gli subentrarono i suoi figli Simone, Azzo e Guido.
Nel 1346, in seguito alla presa del potere a Parma da parte del signore di Milano Luchino Visconti, Azzo, unico superstite dei tre fratelli, fu spogliato di tutti i suoi beni, che nel 1354 i Visconti riassegnarono a suo figlio Giberto II. Alla sua morte nel 1402, in mancanza di eredi diretti tutti i suoi feudi di Guardasone, Traversetolo, Montecchio Emilia,
Scalochia, Bazzano, Rossena, Sassatello, Gombio, Brescello, Boretto, Gualtieri, Cavriago e Colorno furono assorbiti dalla Camera Ducale di Milano. Pochi mesi dopo il duca Gian Galeazzo Visconti li riassegnò a Ottobuono de' Terzi e ai suoi fratelli Giacomo e Giovanni.
Nel 1409, dopo l'uccisione a tradimento di Ottobuono a Rubiera, Galasso da Correggio approfittò della grave crisi per impossessarsi del castello di Bazzano e di altri manieri appartenenti ai Terzi; nel 1432 Filippo Maria Visconti riconobbe a Galasso la validità del possesso delle terre conquistate, di cui i Da Correggio furono investiti nel 1452 dall'imperatore del Sacro Romano Impero Federico III d'Asburgo. Nel 1456, Manfredo da Correggio, erede del fratello Galasso, perse una causa col Comune di Parma, intenzionato a rientrare in possesso della fortificazione di Bazzano; ciò nonostante, pochi mesi dopo il duca di Milano Francesco Sforza gli riassegnò il feudo.
Nel 1474, dopo la morte senza figli di Manfredo, i suoi feudi parmensi situati lungo l'Enza, tra cui Brescello, Castelnovo, Bazzano e Scurano, furono assorbiti dalla Camera Ducale di Milano, che ne investì l'allora duca di Mortara Ludovico Sforza; quest'ultimo nel 1479 li cedette al duca di Ferrara Ercole I d'Este in cambio di Castelnuovo di Tortona.
Tuttavia, già nel 1488 Ludovico il Moro fu costretto a precisare che i feudi, pur essendo stati investiti agli Este, erano soggetti al territorio di Parma, come confermato nel 1512 dal papa Giulio II, ma gli Estensi si opposero, considerando i territori parte integrante del Ducato di Ferrara, e nel 1590 assegnarono Bazzano a Ugo Pepoli.
In seguito il castello fu acquistato da privati. A lungo considerato dagli storici situato sulla cima del monte Castello e completamente scomparso, fu probabilmente individuato dopo la metà del XX secolo in tre torri di origine medievale situate in località La Costa, appartenenti alla famiglia Costa; le strutture, poste all'interno di una corte, furono nel tempo modificate e inglobate in edifici più recenti.

## Descrizione

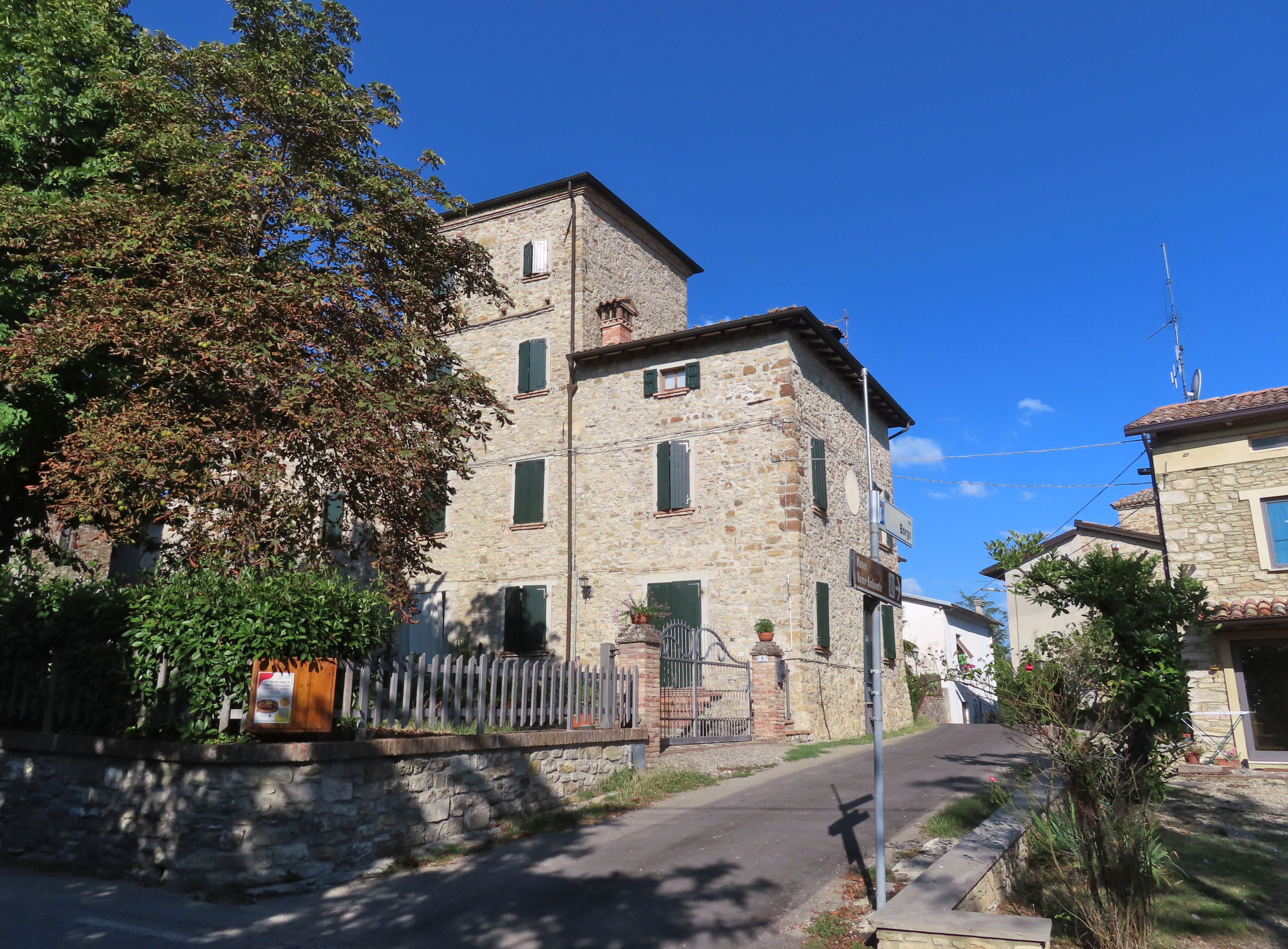
Torre sud-ovest

Il complesso, realizzato in pietra, si sviluppa all'interno di una corte costituita da vari edifici eretti in epoche diverse, da cui emergono tre torri.
La torre nord conserva al piano terreno e al livello superiore due feritoie, riportate alla luce in seguito a un restauro; nella cappella originaria si trovano le tracce di un affresco quattrocentesco raffigurante la Madonna col Bambino in trono, noto anche come la Madonna del garofano.
A sud si erge la seconda torre, collegata alla prima attraverso un passaggio sotterraneo.
A est di quest'ultima si erge, seminascosta dagli edifici adiacenti, la terza torre, isolata dal resto del complesso.